# Mio caro padrone domani ti sparo
| Recensione              | Giudizio |
| ----------------------- | -------- |
| Dizionario del Pop-Rock |          |

Mio caro padrone domani ti sparo è il primo album del cantautore Paolo Pietrangeli, pubblicato dall'etichetta discografica I dischi del sole nel 1970.

## Tracce

### LP
Lato A (DS 197/99/CL - A)
Testi e musiche di Paolo Pietrangeli.
1. Contessa – 3:20
2. Era sui quarant'anni – 2:15
3. Ma perché mi dici sempre – 1:58
4. Chiarezza chiarezza – 1:58
5. Pensa un pò – 2:37
6. Uguaglianza – 2:30
7. Se tu bagni il tuo piede – 1:48
8. Io cerco l'uomo nuovo – 4:08
9. Valle Giulia – 3:00

Lato B (DS 197/99/CL - B)
Testi e musiche di Paolo Pietrangeli.
1. La leva – 2:06
2. Il vestito di Rossini – 3:50
3. Il figlio del poliziotto – 2:42
4. Mi porti due gassose – 2:04
5. Mio caro padrone domani ti sparo – 2:15
6. Manifesto – 1:10
7. Certo i padroni morranno – 1:58
8. Risoluzione dei comunardi – 2:30
9. Contessa – 2:20

## Musicisti
- Paolo Pietrangeli – voce, chitarra
- Giovanna Marini – chitarra, cori, mandola, spinetta
- Alberto Ciarchi – chitarra, cori, spinetta, organo
- Maurizio Ferrando – chitarra, cori
- Franco Coggiola, Aldo Fanchiotti – cori